# Guerba

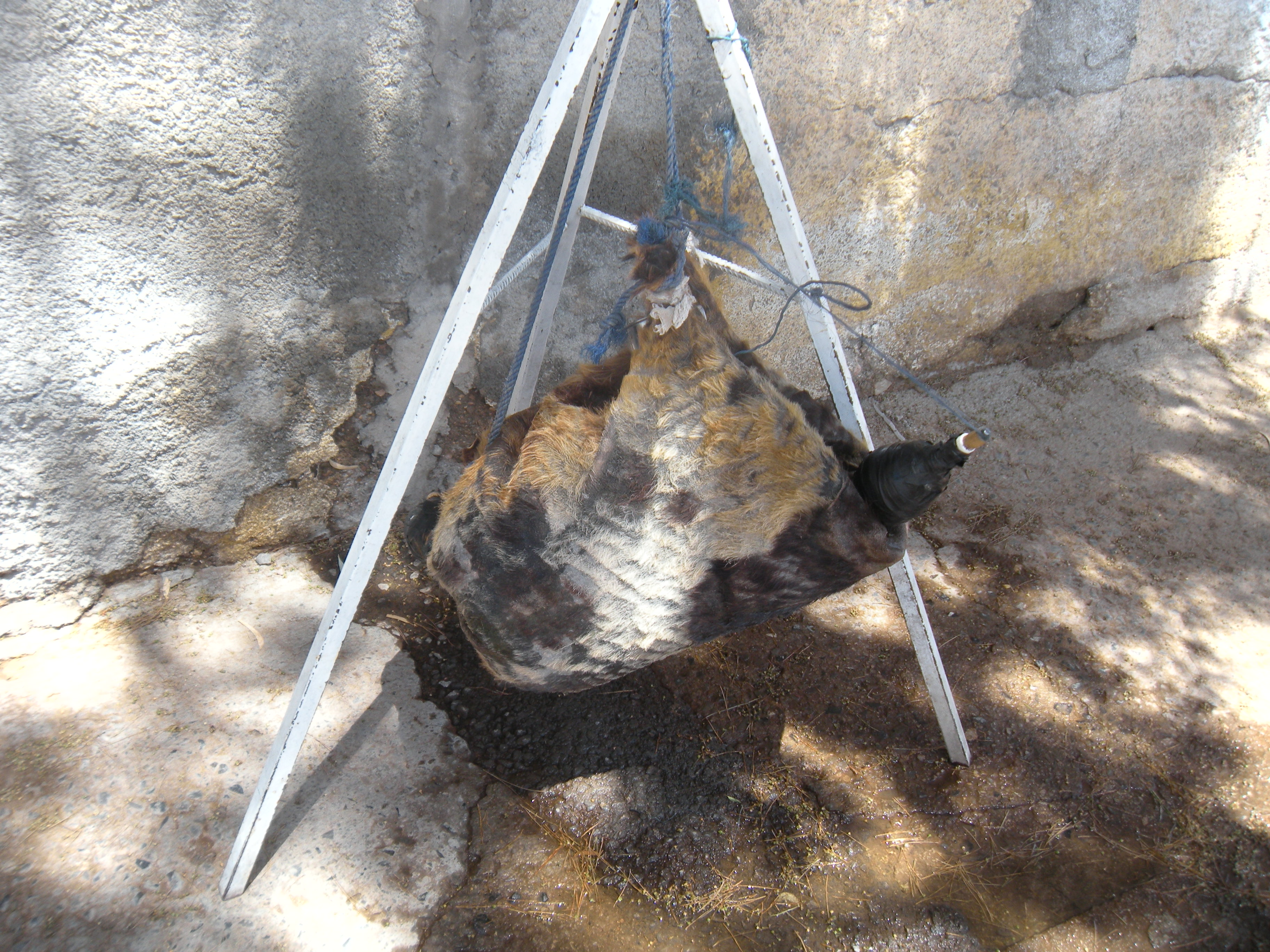
Guerba na metalowym statywie

Guerba (z arab.) – skórzany worek, zrobiony z koziej skóry, służący do transportu i przechowywania wody. Używany na pustyniach, szczególnie popularny w Algierii.